# Anna Sarajewa
Anna Aleksandrowna Sarajewa (ros. Анна Александровна Сараева, ur. 1 listopada 1978) – rosyjska judoczka i sambistka. Olimpijka z Sydney 2000, gdzie zajęła dziewiąte miejsce w wadze półśredniej.
Startowała w Pucharze Świata w latach 1998–2001, 2003 i 2004. Brązowa medalistka mistrzostw Europy w 2000 i w drużynie w 1999. Brązowa medalistka uniwersjady w 2001, a także igrzysk wojskowych w 1999 i 2003. Dwa medale na MŚ wojskowych. Mistrzyni Rosji w 1999, 2001 i 2003; druga w 1997, 2000 i 2002; trzecia w 1998 roku.
Mistrzyni Europy w sambo w 1997 i 1998 roku.

## Letnie Igrzyska Olimpijskie 2000
| Konkurencja | Eliminacje        | Repasaże            | Klas. końcowa |
| Konkurencja | Przeciwnik I      | Przeciwnik I        | Miejsce       |
| ----------- | ----------------- | ------------------- | ------------- |
| 63 kg       | Jenny Gal (ITA) P | Vânia Ishii (BRA) P | 9.            |